# 巴基斯坦體育
體育是巴基斯坦文化的重要組成部分。巴基斯坦與印度同樣受到英國殖民的影響，它們的熱門運動都非常類似。板球是巴基斯坦最受歡迎的運動。近年來，足球也越來越受歡迎，是全國第二大最受歡迎的運動。曲棍球是巴基斯坦的國球，幾十年來一直很受歡迎，巴基斯坦的一些最偉大的運動成就都來自曲棍球，還有壁球。此外，巴基斯坦還有馬球、卡巴迪等傳統運動的比賽都有不少民眾參與。

## 伸延閱讀
- Bhatti, Mukhtar.  3rd. Bhatti Publications. 1999.